# Salman Isa
Salman Isa Ghuloom (Baréin, 12 de junio de 1977) es un exfutbolista Baréin. Es el segundo futbolista con más participaciones con la selección de Baréin con 132 partidos disputados.

## Clubes
| Club         | País   | Año       |
| ------------ | ------ | --------- |
| Madinat 'Isa | Baréin | 1996-1998 |
| Riffa Club   | Baréin | 1998-2004 |
| Al-Arabi SC  | Catar  | 2005-10   |
| Riffa Club   | Baréin | 2011-2015 |
| Manama Club  | Baréin | 2015-2016 |